# Wells-Gletscher
Der Wells-Gletscher ist ein Gletscher an der Lassiter-Küste im Osten des Palmerlands auf der Antarktischen Halbinsel. Er fließt in nördlicher Richtung zum New Bedford Inlet, das er 15 km westlich des Kap Brooks erreicht.
Der United States Geological Survey kartierte ihn anhand eigener Vermessungen und Luftaufnahmen der United States Navy aus den Jahren von 1961 bis 1967. Das Advisory Committee on Antarctic Names benannte ihn 1968 nach James T. Wells, Lagerverwalter auf der Amundsen-Scott-Südpolstation im antarktischen Winter des Jahres 1967.